# Charles de Freycinet
Charles Louis de Saulces de Freycinet (14. november 1828 – 14. maj 1923) var Frankrigs premierminister i 1879-80, 1882, 1886 og 1890-92.
Han blev uddannet som ingeniør.